# 10 Canis Majoris
10 Canis Majoris (10 CMa), indicata FT Canis Majoris (FT CMa) nella nomenclatura delle stelle variabili, è una stella della costellazione del Cane Maggiore.
Variabile Gamma Cassiopeiae, è una gigante blu che pulsa tra magnitudine 5,13 e 5,44.